# Массовое отравление метанолом в Екатеринбурге
Ма́ссовое отравле́ние метано́лом в Екатеринбу́рге — случай массового отравления суррогатным алкоголем с примесью метилового спирта.
Первые сообщения о смертельном отравлении появились в пятницу, 8 октября 2021 года.

## Реакция властей
Следственный комитет возбудил уголовное дело после смерти 18 жителей Екатеринбурга, отравившихся метиловым спиртом, — сообщила пресс-служба СУ СКР по Свердловской области.
Дело возбуждено по ч. 3 ст. 238 УК РФ (сбыт товаров и продукции, не отвечающих требованиям безопасности жизни или здоровья потребителей, повлекшие по неосторожности смерть двух или более лиц).
Задержаны два человека по подозрению в сбыте продукции, не отвечающей требованиям безопасности жизни или здоровья потребителей, повлекшем по неосторожности смерть двух или более лиц — Надир Мамедов и Армен Аветисян. Вскоре арестован Анар Айвазов - третий обвиняемый по делу о гибели людей от употребления метилового спирта в Свердловской области. Впоследствии также арестован на два месяца Назаров Микайыл Муса оглы, обвиняемый в сбыте товаров и продукции, повлекшем смерть более двух человек.
- В крови пострадавших и умерших обнаружен метанол.
- Глава СКР Александр Бастрыкин взял на контроль дело об отравлении метанолом в Екатеринбурге[6].

По версии обвинения, Артём Чабан, покупал метиловый спирт у неизвестного лица в Самаре. На территории базы в Екатеринбурге ядовитый метанол разбавляли этиловым спиртом, получая больший объем суррогатного алкоголя. Эту смесь потом поставляли оптовикам, которые продавали ее владельцам торговых точек. Адалат Гурбанов оптом закупил спирт у Чабана и перепродал метанол Армену Аветисяну и Надиру Мамедову, которые владели торговыми точками на рынке «Ботанический». Также Гурбанов продал суррогат Зауру Джаббарову, который перепродал его Микайылу Назарову, владеющему несколькими киосками в Ленинском и Чкаловском районах. Назаров разливал смесь спирта с метанолом по бутылкам без этикеток, которые потом продавали в его торговых точках в розницу в обход кассы. Татьяна Васильева была продавщицей Назарова и работала в одном из киосков.
7 августа Чкаловский районный суд Екатеринбурга вынес приговор семи фигурантам дела о продаже суррогатного алкоголя: шестеро из них получили сроки лишения свободы от 5,5 лет до 6 лет и трёх месяцев, единственная фигурантка-женщина получила условный срок в размере трёх лет .
10 ноября 2023 Свердловский областной суд, рассмотрев апелляцию прокурора, ужесточил приговор фигурантам, получившим реальные сроки заключения, увеличив срок большинству осуждённых: продавщице Татьяне Васильевой оставлен срок три года условно, Зауру Джаббарову —  девять лет лишения свободы, Армену Аветисяну — девять лет и четыре месяца, Надиру Мамедову — девять лет и пять месяцев, Микайылу Назарову — девять лет и шесть месяцев, Адалату Гурбанову и Артёму Чабану — по десять лет колонии общего режима каждому. Они занимались незаконным приобретением, хранением и сбытом алкоголя с лета 2020 по осень 2021 года, реализовывая товар на Ботаническом рынке в Чкаловском районе Екатеринбурга на улице Патриса Лумумбы . Анар Айвазов отделался штрафом.